# اورژخ
اورژخ (به چکی: Ořech) یک منطقهٔ مسکونی در جمهوری چک است که در ناحیه پراگ-غرب واقع شده‌است. اورژخ ۴٫۷۷ کیلومتر مربع مساحت و ۸۹۲ نفر جمعیت دارد و ۳۵۶ متر بالاتر از سطح دریا واقع شده‌است.